# Arhidieceza de Veszprém

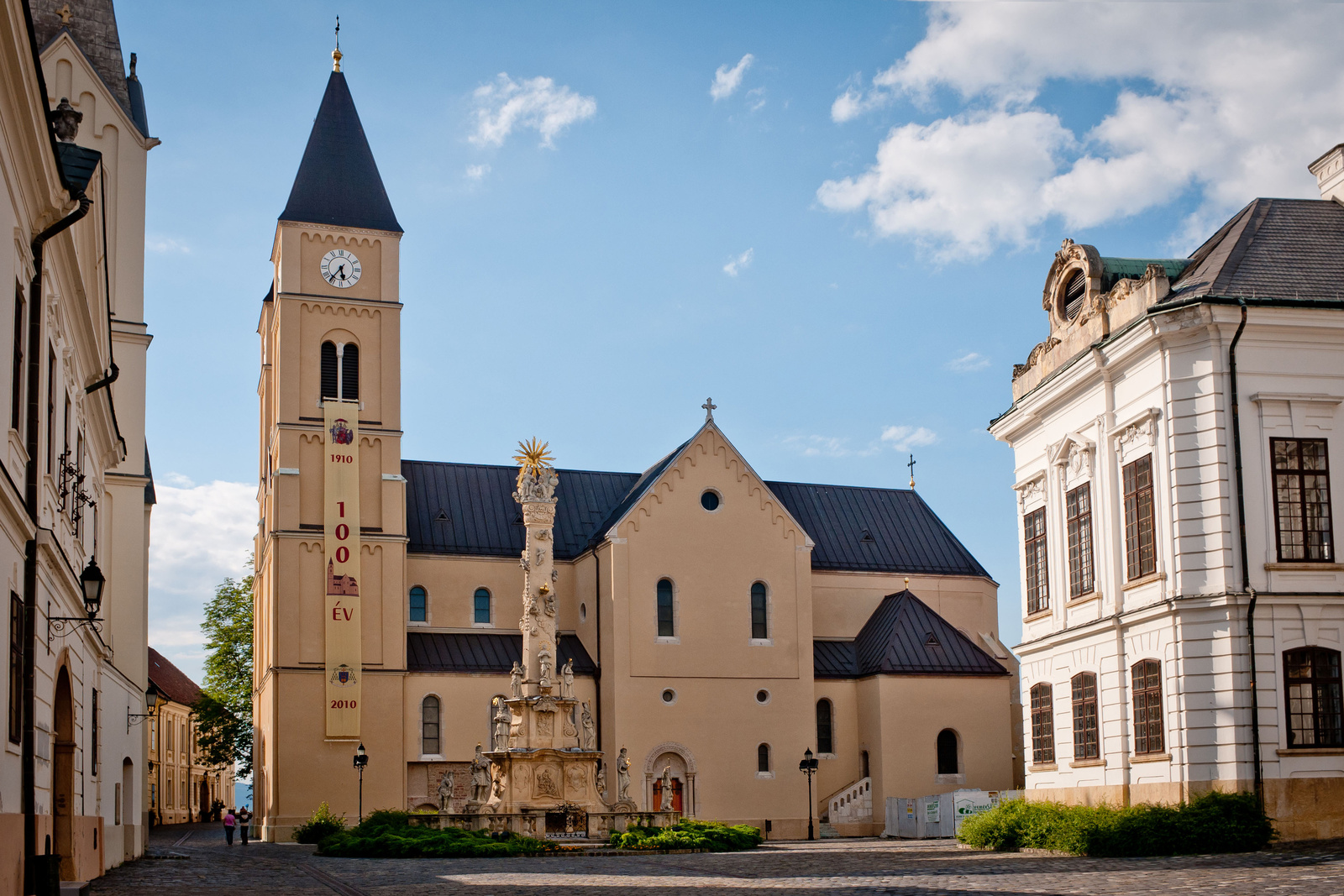
Catedrala din Veszprém

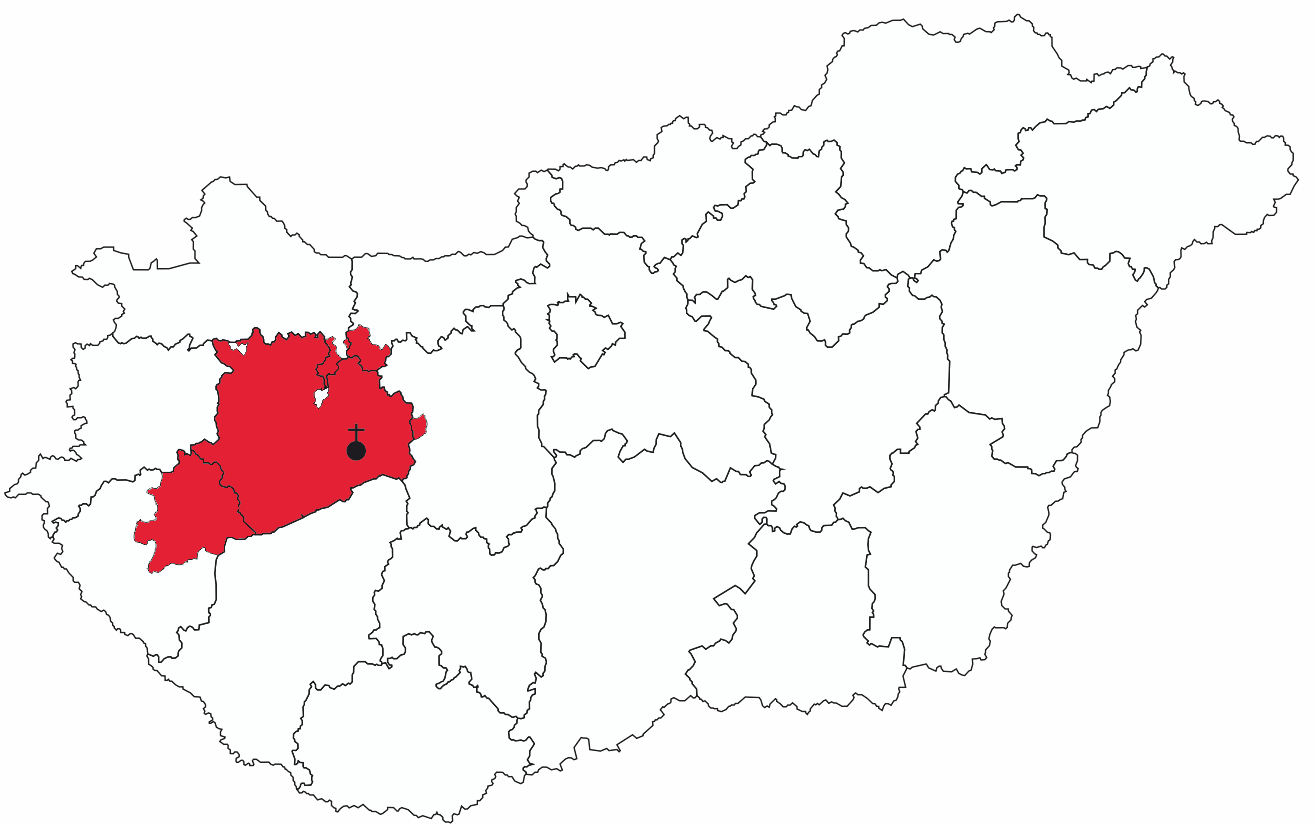
Localizarea jurisdicţiei arhidiecezei pe harta Ungariei

Arhidieceza de Veszprém (în latină Archidioecesis Veszprimiensis) este una din cele patru arhiepiscopii mitropolitane ale Bisericii Romano-Catolice din Ungaria, cu sediul în orașul Veszprém. În prezent are două dieceze sufragane (subordonate): Dieceza de Szombathely și Dieceza de Kaposvár.

## Istoric
Episcopia a fost fondată în anul 1009 de regele Ștefan I al Ungariei, primul rege maghiar. Aceasta a fost inițial sufragană a Arhiepiscopiei de Esztergom. 
În secolul al XVI-lea, după invazia otomanilor și răspândirea Reformei Protestante, episcopia a intrat în declin. Abia în secolul următor și-a recăpătat importanța. În anul 1993 episcopia de Veszprém a fost ridicată la rangul de arhiepiscopie.